# Geschichten und Musik
Geschichten und Musik war eine Schallplattenreihe von Heinz Oepen, die in den 1970er Jahren bei Philips erschien. Sie präsentierte Hörspiele zur Musikgeschichte und klassische Musik für eine erwachsene Zuhörerschaft.

## Konzept
Alle Folgen der Reihe enthielten auf Seite 1 ein Hörspiel um die Entstehung bzw. die Aufführungsgeschichte eines bestimmten Werkes der klassischen Musik. Als Erzähler fungierte stets Harald Leipnitz. Weitere feste Sprecher waren u. a. Nicole Heesters, Heinz Trixner und Franz-Josef Steffens. Auf Seite 2 war dann eine aktuelle Interpretation des Hörspielgegenstandes zu hören. Diese spielten beispielsweise Dinorah Varsi, Adam Harasiewicz oder Antal Doráti ein.
Autor der Hörspiele war der Musikkritiker Heinz Oepen. Von ihm stammte auch der umfangreiche Schallplattentaschentext, der sich in musikwissenschaftlicher Form mit dem zu hörenden Stück beschäftigte. Michael Weckler war als Regisseur an den Schallplatten beteiligt.

## Ausgaben
Es erschienen folgende Hörspiele auf LP:
- Chopin auf Mallorca (zu Mazurken usw.)
- Bilder aus dem Landleben (zu Beethovens Pastorale)
- Der abgelehnte Welterfolg (zu Tschaikowskys Klavierkonzert Nr. 1)